# ランスタッド (日本 2011年-)
ランスタッド株式会社（Randstad Japan, Inc.）は、東京都千代田区に本社を構える人材派遣、人材紹介、再就職支援、採用代行等の事業などを行う総合人材サービス企業。
人材サービス会社では売上世界第1位であるランスタッドの、日本における持株会社であるランスタッドグループジャパンの子会社。

## 概要
フジスタッフホールディングスのランスタッドグループによる完全子会社化に伴う、事業再編・経営統合に伴い、フジスタッフを存続会社として、ランスタッド株式会社と株式会社アイラインを吸収合併し、消滅法人の商号「ランスタッド」を継承して発足した。
現法人は1980年設立だが、創業は、1985年に設立された、富士総合サービス株式会社発足時としている。
2018年第3四半期の実績により、世界最大の人材サービス会社となった。

## 事業所
スタッフィング第1事業本部管轄のオフィス（旧フジスタッフ拠点。主にオフィス系を扱う）およびスタッフィング第1事業本部および同第2事業本部双方管轄のオフィス（旧フジスタッフと旧アイラインとの統合拠点）については、旧・フジスタッフを継承し、支店ごとのフリーダイヤル番号が設置されているが、旧・アイラインを継承した拠点であるスタッフィング第2事業本部管轄のオフィス（主に製造系を扱う）については、統合時点で設置されていなかった(オフィスの所在地自体は、統合に先立ち、「仙台中央・仙台東口」・「横浜プラザ・横浜」の2箇所を除き、同一ビル内に所在させていた)。オフィス所在地の重複拠点については、2012年2月までに、順次拠点統合(上述の2拠点を除いては、フロア統合や事実上の組織一体化)を実施し、統合拠点では、第1事業本部・第2事業本部を一箇所で行う体制となっている。統合により、旧2社の統合拠点では旧フジスタッフ側の番号を公開している拠点が多いが、横浜オフィスについては旧アイライン側の番号を公開している。
また、ランスタッド旧法人の直轄拠点名（統合以前より、直轄拠点に加えてフジスタッフとアイラインの拠点を活用していた）は、地域により、センター・支援センター等々、拠点によって統一されていなかったが、すべて「支援センター」名に統一され、旧フジスタッフおよび旧アイラインの拠点である「オフィス」と区別されている。

## 就業登録について
就業登録は、「派遣マイランスタッドA」（スタッフィング第1事業本部管轄のオフィス登録者対象。主に旧フジスタッフ登録者）、「派遣マイランスタッドB」（スタッフィング第2事業本部管轄のオフィス登録者対象。旧アイライン登録者）、「転職マイランスタッド」（旧法人のマイランスタッドを継承したもの）の3つ（厳密には、会社都合退職した人が、退職した企業でランスタッド（旧法人を継承）と法人契約を結んでいる場合、専用の再就職支援部門への登録も可能となっているため、都合4つ）に対してそれぞれ1つの派遣ないし転職（再就職支援を含む）希望の登録が可能であり、同一企業内での重複登録を認める形になっていた。なお、2013年にシステムが統一され、旧「派遣マイランスタッドA」ベースのシステムとなり、両方の登録者はAにログインする際の登録番号に統一されることになった。なお、旧「派遣マイランスタッドB」のみを利用していた場合で旧アイライン時代からの登録者については、登録番号を変更する措置を取った。

### 登録更新
旧フジスタッフを継承し、派遣マイランスタッドAで登録した場合は、2年ごとに登録更新が必須となっていた（これは、法人格上の前身企業がパソナと同根であったことが一因とされる）が、派遣マイランスタッドBで登録した場合は、ランスタッド発足時点では登録更新の制度はない状態だった。現在は、旧フジスタッフ登録者についても、登録更新制度はないが、スキルチェックの受講などを推奨している。

## 沿革
- 2011年（平成23年）
  - 7月1日 - 株式会社フジスタッフが、ランスタッド株式会社と株式会社アイラインを吸収合併し、ランスタッド株式会社に改称。
  - 10月1日 - 株式会社インターエージェントを吸収合併。
- 2013年（平成25年）
  - 1月1日 - EAP総研株式会社を吸収合併。